# Kivisíli
Kivisíli (grec moderne : Κιβισίλι) est un village de Chypre de plus de 233 habitants.